# Ernst Voorhoeve
Ernst Voorhoeve (Rotterdam, 27 maart 1900 – Nijmegen, 9 november 1966) was een Nederlands beeldhouwer, schilder. Tijdens de Tweede Wereldoorlog was hij onder meer propagandaleider van de Nationaal-Socialistische Beweging (NSB) en het Departement van Volksvoorlichting en Kunsten.

## Leven en werk
Voorhoeve was een zoon van Jacob Voorhoeve, commissionair in effecten, en Hedwig Weiss. Hij kreeg zijn kunstzinnige vorming bij Edouard Valet in Zwitserland (1917-1921), waar hij wegens ziekte verbleef, en bij de Nijmeegse schilder Eugène Lücker (1922-1924). In het begin van de jaren twintig bekeerde hij zich tot het katholicisme. Voorhoeve maakte aanvankelijk schilderijen, tekeningen, houtsnedes en boekillustraties, maar ontwikkelde zich na zijn bekering tot beeldhouwer. Hij maakte (religieuze) sculpturen en kruisbeelden in hout en brons, die een primitief karakter hebben.
In 1924 trouwde hij met Maria Elizabeth Hendrika Weve (1891-1958), dochter van Jan Jacob Weve. Voorhoeve vestigde zich in 1927 met zijn gezin in Groesbeek, en richtte daar in 1932 de Don Bosco stichting op, waar jongens werden gevormd in de kunstnijverheid. Hij was naast Ton Kerssemakers, Ernest Michel en Henri Bruning een van de redacteuren van het katholieke tijdschrift De Paal (1930-1931) en met Bruning en Michel van het blad De Christophore (1933-1934).
Nationaalsocialist
In 1932 werd Voorhoeve uit belangstelling lid van het Verbond van Dietsche Nationaal Solidaristen (Verdinaso). Nadat hij in 1934 een toespraak van Joris van Severen had bijgewoond, werd hij als rijksorganisatieleider actief binnen de beweging. In 1938 werd de Nederlandse tak verzelfstandigd en kwam deze onder zijn leiding te staan, maar twee jaar later ging Verdinaso-Nederland onder druk van de bezetter op in de Nationaal-Socialistische Beweging (NSB). Voorhoeve werd propagandaleider van de NSB en in 1942 van het nationaalsocialistische Departement van Volksvoorlichting en Kunsten (DVK). Hoewel hij zelfs enige tijd aan het Oostfront vocht, was Voorhoeve geen voorstander van annexatie door de Duitsers. Hij verloor hun goedkeuring en moest in 1943 opstappen als propagandaleider van de NSB en het DVK.
Eind juli 1945 werd hij in het Duitse Nienburg gearresteerd, waarna hij werd overgebracht naar Nieuweschans. Het Bijzonder Hof te Arnhem veroordeelde Voorhoeve in maart 1949 tot elf jaar gevangenisstraf, met aftrek van het voorarrest, vanwege het rekruteren voor het Oostfront en dienstneming bij de vijand. Twee jaar eerder was hij getuige in het proces tegen zijn zwager Dirk Jan de Geer. Na zijn vrijlating pakte hij zijn werk als beeldhouwer weer op.
Hij hertrouwde in 1964 met Louise Eugénie Marie barones van Lamsweerde (1913-1989). Voorhoeve overleed twee jaar later, op 66-jarige leeftijd, en werd begraven op het r.k.-kerkhof Jonkerbos te Nijmegen.

## Enkele werken
- grafmonument van Gerard Bruning (1926)
- reliekschrijn (1926) voor O.L.V. van Altijddurende Bijstandkerk (Gregoriuskerk), Bilthoven
- Lidwinapaneel (1952) voor de Lidwinakerk, Tilburg (later overgebracht naar de Gerardus Majellakerk)
- beeldhouwwerk, onder andere wijwatervaten, doopvont en de kruizen op het hoog- en zijaltaar, voor de Lourdeskerk (Nijmegen)[9]
- twee zevenarmige houten kandelaars naast het hoogaltaar van de Obrechtkerk, Amsterdam
- grafsteen voor prof. dr. H.J.M. Weve (1963), zwager van Voorhoeve, op de katholieke begraafplaats Zeist

## Fotogalerij

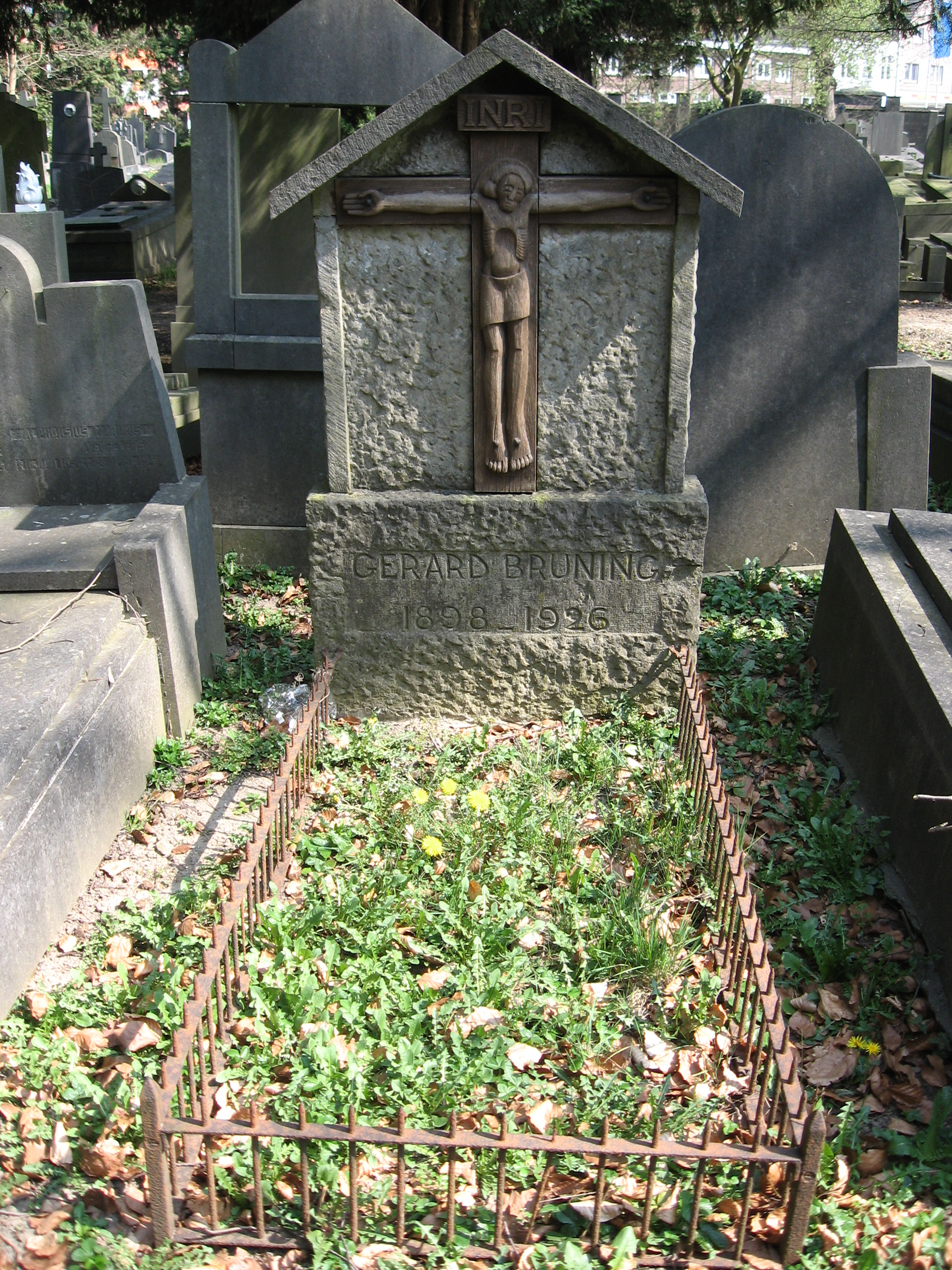
grafmonument van Gerard Bruning
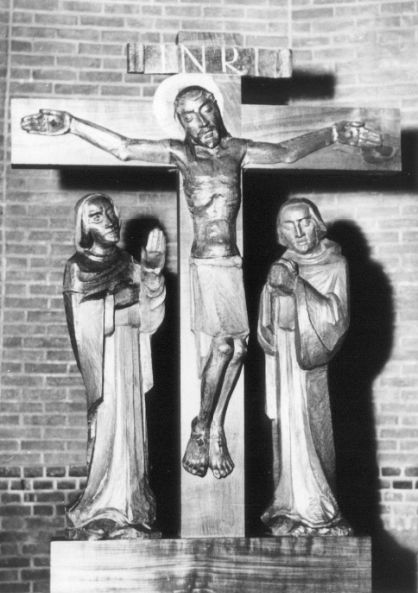
kruis op hoogaltaar (1957) Lourdeskerk
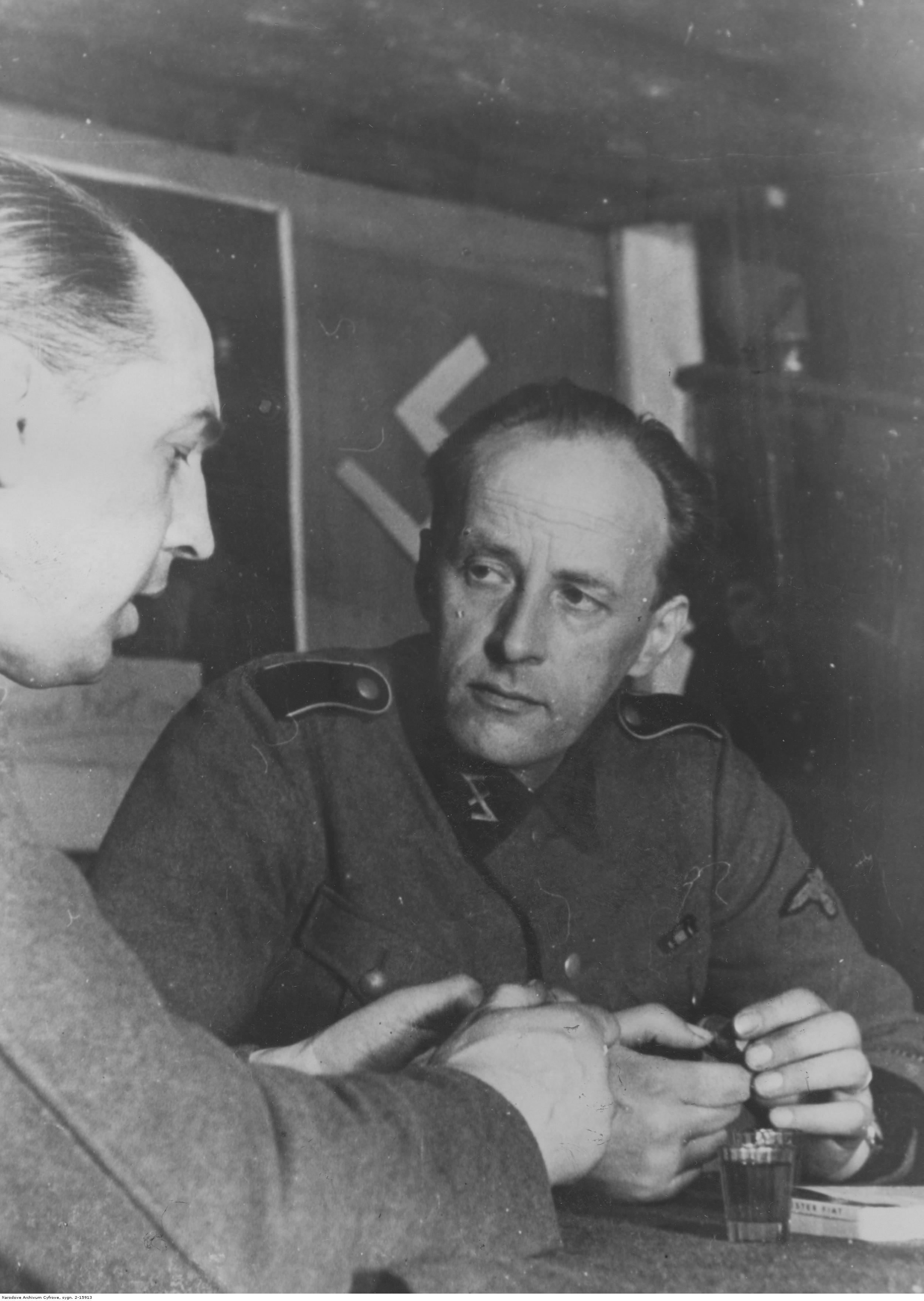
Voorhoeve meldt zich aan als kanonnier in het SS-legioen.